# Уилям Дж. Къхлън
Уилям Дж. Къхлън (на английски: William J. Coughlin) е американски писател на произведения в жанра съдебен криминален роман и трилър. Пише и под псевдонима Шон А. Кей (на английски: Sean A Key).

## Биография и творчество
Уилям Джеремая Къхлън е роден на 26 февруари 1929 г. в САЩ.
В продължение на 20 години работи като прокурор и адвокат по наказателни дела в Детройт. Накрая става федерален съдия по административно право.
Първият му роман „The Dividend Was Death“ е публикуван през 1968 г. В произведенията отразява опита си в правната система.
През 1991 г. е публикуван първия му трилър „Shadow of a Doubt“ от поредицата „Чарли Слоун“. Главният герой е алкохолизиран адвокат, който с помощта на „Анонимни алкохолици“ и чаровната шерифка Сю Гилис, се опитва да разплете сложни случаи на убийства и да защити своя клиент. През 1995 г. е екранизиран в едноименния телевизионен филм с участието на Брайън Денехи, Бони Беделия и Файруза Балк.
Книгите му издадени след 1992 г. са дописани от призрачни писатели или съавтори.
Живял е в Грос Пойнт Уудс (предградие на Детройт), Мичиган, със съпругата си Рут, писателка и литературен критик. Уилям Дж. Къхлън умира от рак на черния дроб на 25 април 1992 г. в Детройт, Мичиган.

## Произведения

### Като Уилям Дж. Къхлън

#### Самостоятелни романи
- The Dividend Was Death (1968)
- The Destruction Committee (1971)
- Grinding Mill (1973)
- The Stalking Man (1979)
- Day of Wrath (1980)
- No More Dreams (1982) – издаден и като „The Court“ (1998)
- Twelve Apostles (1984)
- Her Father's Daughter (1986)
Акционери, изд. ИК „Световна библиотека“, София, 2000, прев. Маргарита Танева
- Her Honor (1987)
- In the Presence of Enemies (1989)
- The Heart of Justice (1995)
Сделката, изд. ИК „Световна библиотека“, София, 2000, прев. Маргарита Танева

#### Серия „Чарли Слоун“ (Charley Sloan)
1. Shadow of a Doubt (1991)
2. Death Penalty (1992)
3. The Judgment (1997)
4. Proof of Intent (2002) – с Уолтър Соролс

### Като Шон А. Кей

#### Самостоятелни романи
- The Mark of Cain (1980)
- Cain's Chinese Puzzle (1981)

### Екранизации
- 1995 Shadow of a Doubt – ТВ филм